# Jesse Douglas
Jesse Douglas, ameriški matematik, * 3. julij 1897, New York, New York, ZDA, † 7. september 1965, New York.

## Življenje in delo
Douglas je med letoma 1920 in 1924 študiral na Kolidžu Columbia Univerze Columbia v New Yorku. Leta 1936 je skupaj z Ahlforsom med prvimi prejel Fieldsovo medaljo v Oslu. Nagrado je prejel za rešitev Plateaujevega problema, ki ga je rešil leta 1930. Problem sprašuje po obstoju minimalne ploskve za dano omejeno območje. Problem, ki je bil odprt od leta 1760, ko ga je zastavil Lagrange, spada v variacijski račun in je znan tudi kot problem milnega mehurčka. Douglas je prispeval tudi pomembne dosežke k obratnemu problemu Lagrangeeve mehanike.
Ameriško matematično društvo (AMS) mu je leta 1947 podelilo Bôcherjevo spominsko nagrado za njegovo delo na področju analize. V tem času je potekal le dodiplomski študij, in Douglas imel predavanja iz višje matematike. Študentje drugega letnika in boljši bruci so imeli privilegij in so za uvod v realno analizo lahko poslušali prejemnika Fieldsove medalje.
Kasneje je postal redni profesor na Mestnem kolidžu New Yorka (CCNY), kjer je poučeval do svoje smrti.